# Weichweizen
Weichweizen (Triticum aestivum; Synonym: Triticum vulgare Vill.), auch als Brotweizen oder Saat-Weizen bezeichnet, ist eine Pflanzenart aus der Gattung Weizen (Triticum) innerhalb der Familie der Süßgräser (Poaceae). Die hexaploide Getreideart Weichweizen ist eine der ältesten Kulturpflanzen und entstand vor rund 9000 Jahren als sogenannter Additionsbastard, das heißt als allohexaploide Art aus tetraploidem Emmer (Triticum dicoccum) und diploidem Ziegengras (Aegilops tauschii).
Weichweizen ist die wirtschaftlich bedeutendste Weizenart und wird zur Herstellung von Brot, anderen Backwaren, Malz, Futtermittel, zur Stärkegewinnung etc. eingesetzt. Im Unterschied zum Hartweizen (Triticum durum) hat er ein deutlich weicheres, mehligeres Korn und einen geringeren Proteinanteil.

## Beschreibung
Zu den Bezeichnungen der einzelnen Pflanzenteile:

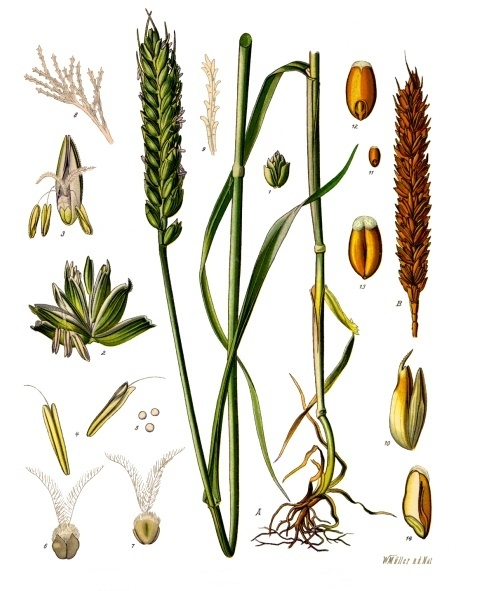
Illustration

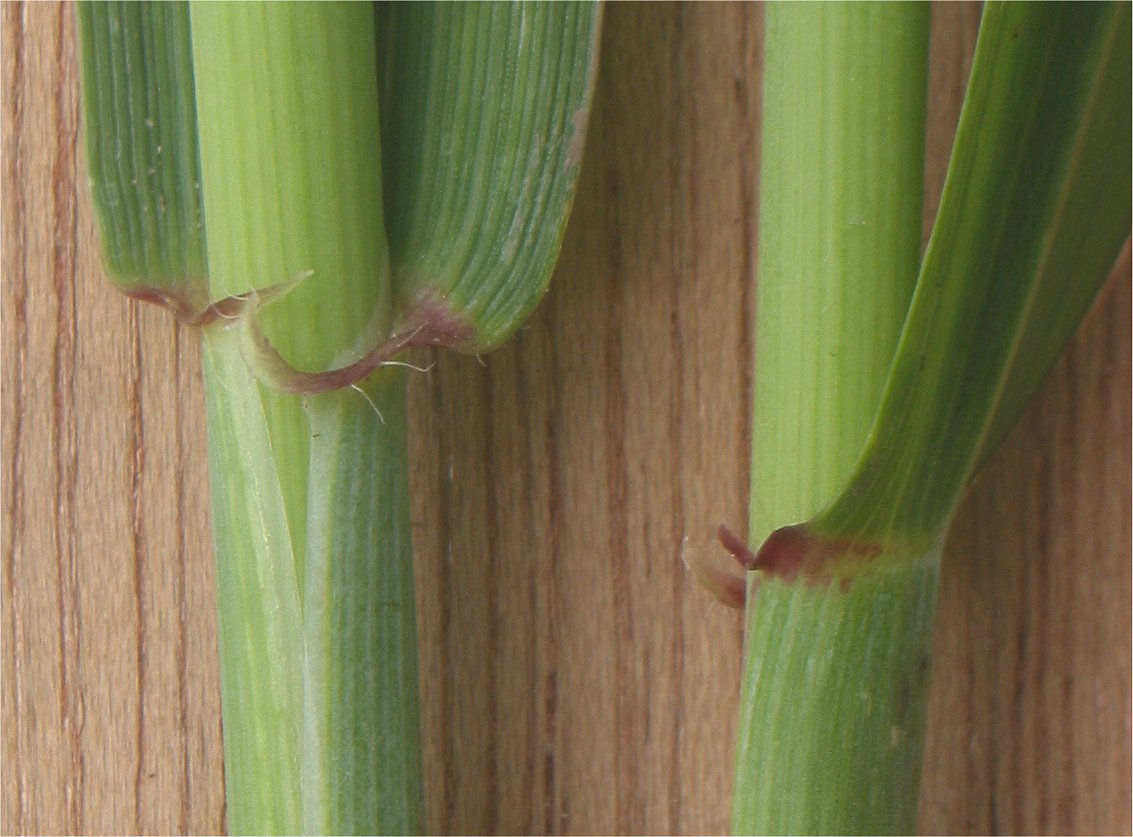
Stängelumfassende „Öhrchen“

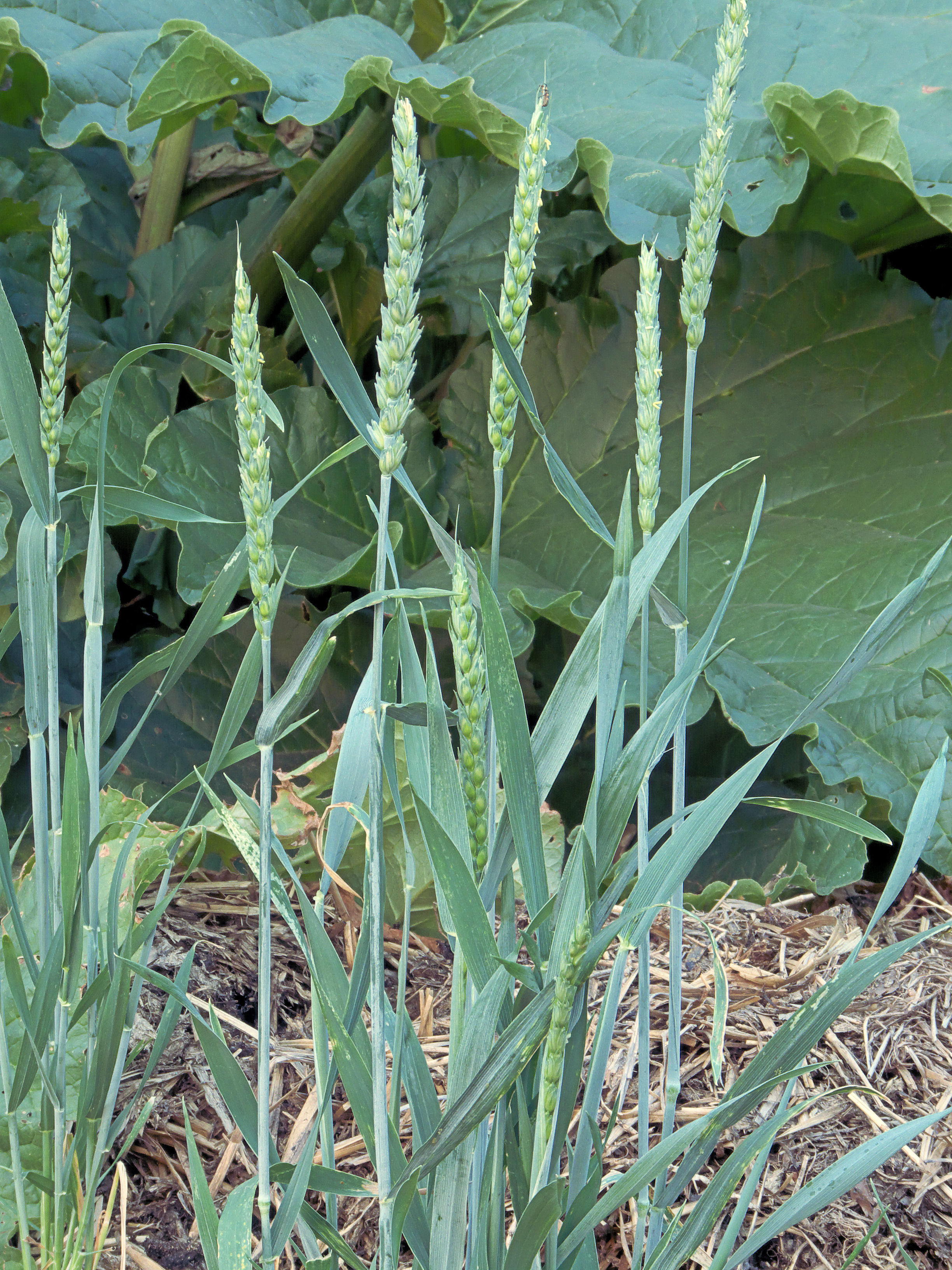
Weichweizen

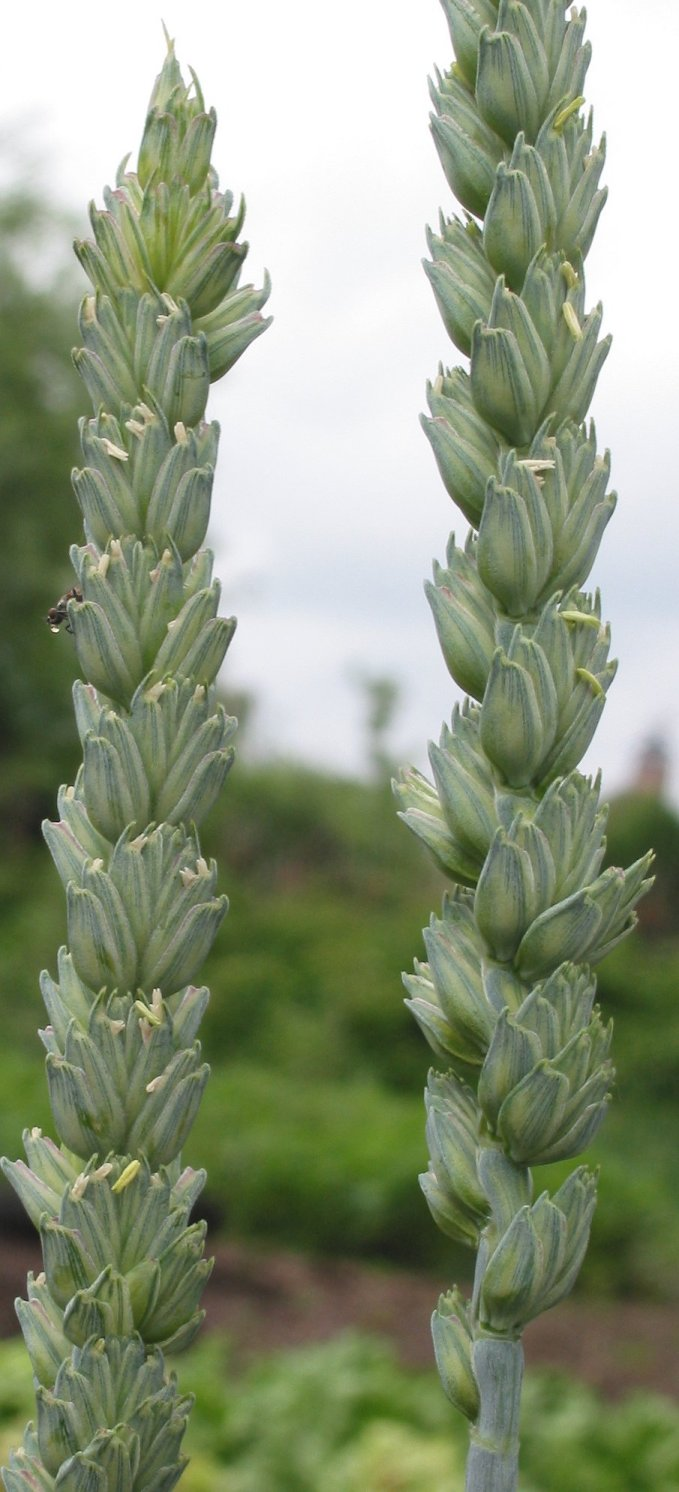
Weichweizen besitzt Deckspelzen, viele Sorten haben aber keine Grannen

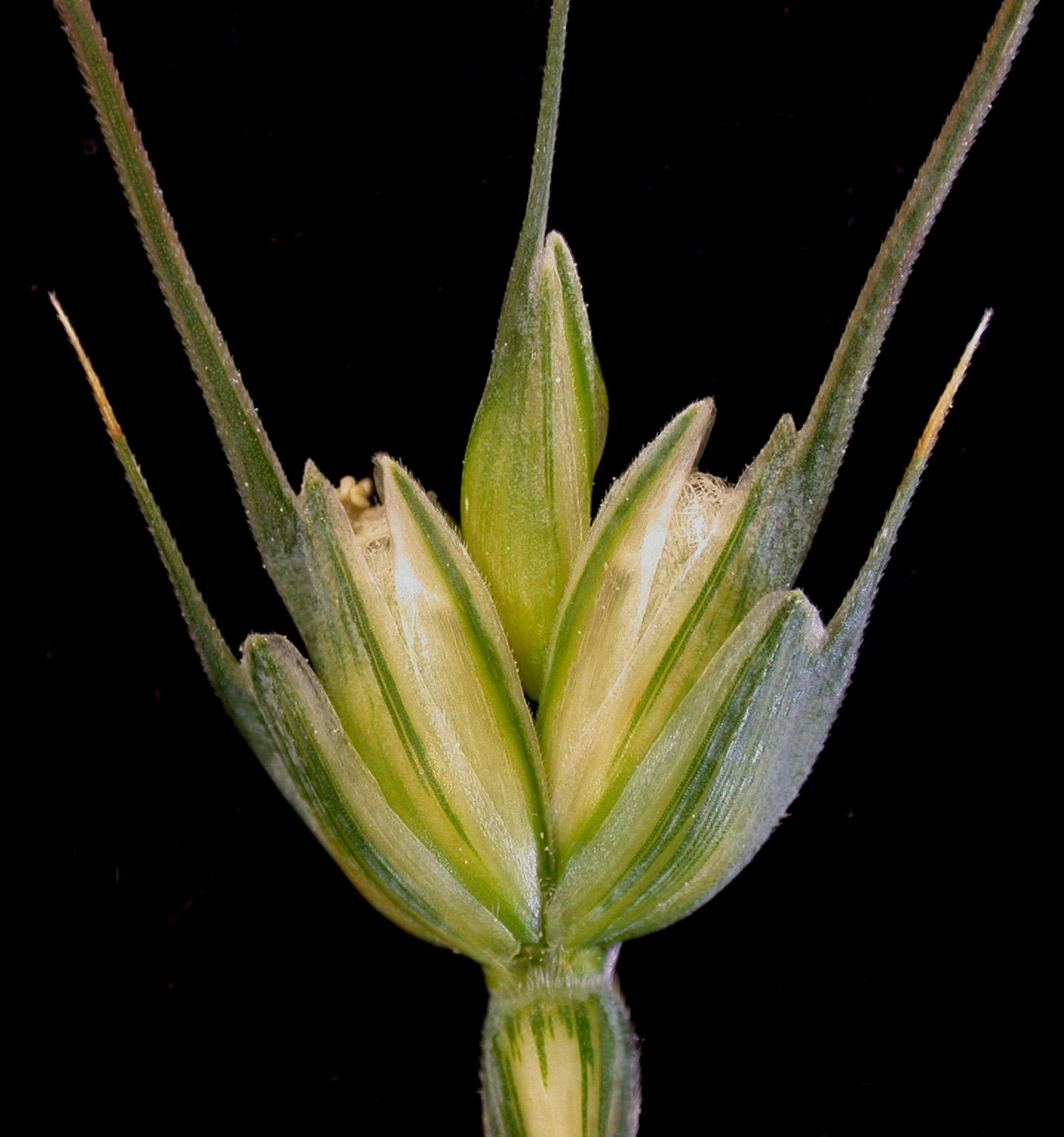
Ährchen

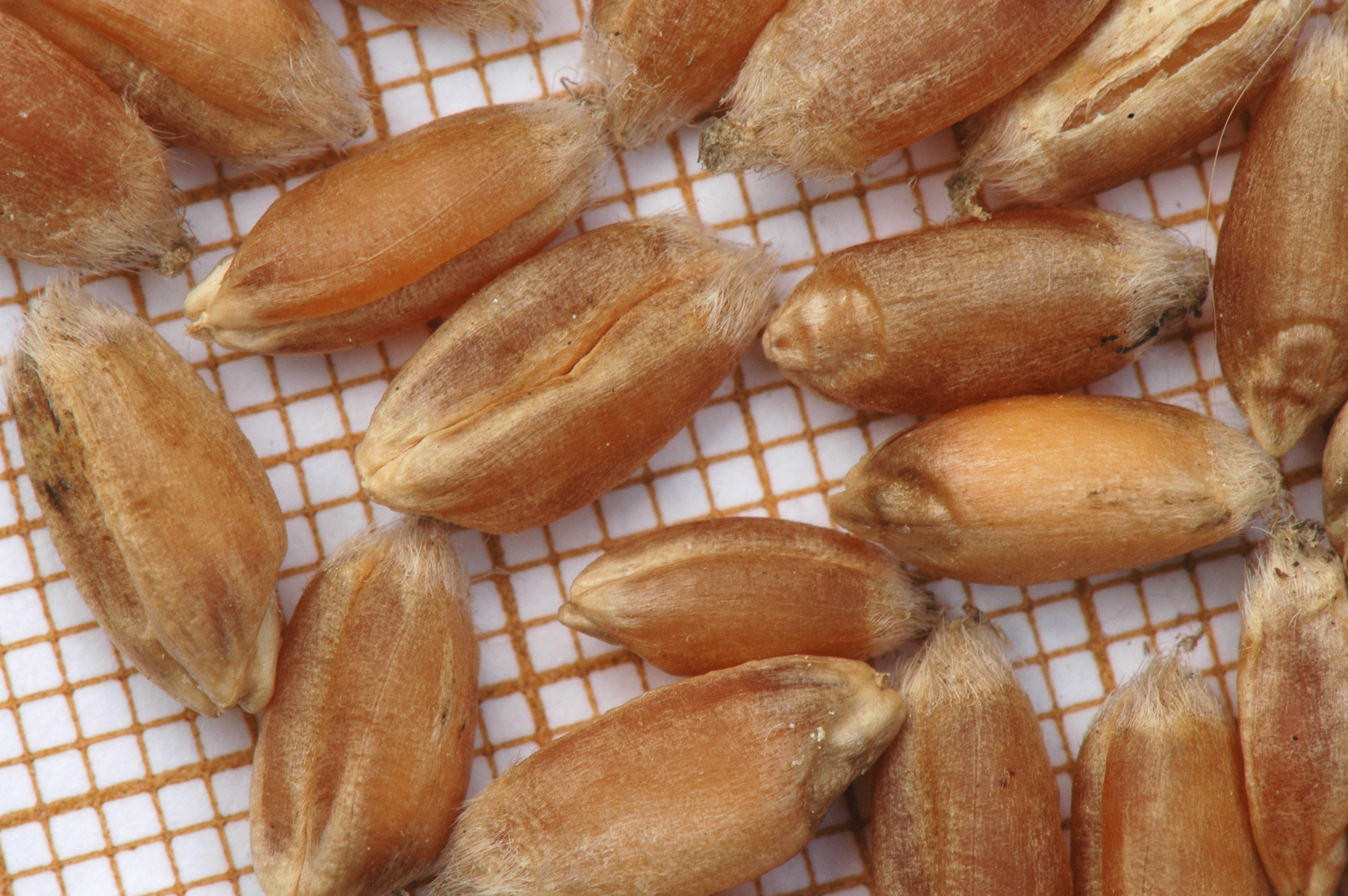
Weichweizenkörner

### Vegetative Merkmale
Der Weichweizen wird als Winter- oder Sommergetreide angebaut und wächst dann als Winterannuelle, einjährige krautige Pflanze – in der Fachsprache Therophyt genannt. Er erreicht Wuchshöhen von 40 bis 100 Zentimeter, selten bis 150 Zentimeter. Der Halm ist dünnwandig und hohl. Die Knoten (Nodien) sind kahl oder schon früh kahl werdend. Die 6 bis 16 Millimeter breiten Blattspreiten sind zunächst weich behaart und werden später häufig kahl und rau. Am Grund tragen die Blattspreiten 2 schmale, den Halm umfassende Öhrchen.

### Generative Merkmale
Die Blütezeit ist Juni bis Juli. Der ährige Blütenstand ist ohne Grannen 6 bis 18 Zentimeter lang, dabei mindestens dreimal so lang wie breit. Sie ist dicht und im Querschnitt quadratisch. Die Ährenachse ist nicht brüchig, es handelt sich also um einen Nacktweizen. Die Ansatzstelle der Ährchen besitzt keine Haarbüschel. Im oberen Bereich sind die Achsenabstände zwischen den Ährchen 4 bis 8 Millimeter groß. Die Ährchen sind drei- bis sechsblütig, rund gleich lang wie breit. Fertil sind die unteren drei bis fünf Blüten. Die Hüllspelzen sind rund 10 Millimeter lang, sie haben nur im oberen Bereich einen Kiel, unten sind sie gerundet. Der Kiel läuft in einen kurzen und stumpfen Zahn aus. Die Deckspelzen sind unbegrannt und haben einen kurzen Zahn, oder sie haben eine bis 16 cm lange Granne. Die Bestäubung erfolgt durch Fremd- oder Selbstbestäubung.
Die Frucht ist zur Fruchtreife locker von der Deck- und Vorspelze umhüllt und fällt aus. Das Endosperm ist mehlig oder glasig. Die Keimung erfolgt nur bei Temperaturen über +4 °C.
Bei Weichweizen ist Chromosomengrundzahl x = 7, er ist hexaploid, die Chromosomenzahl beträgt 6n = 42.

## Herkunft
Die frühesten Funde von Weichweizen stammen aus der Fundstelle Can Hasan in der zentralanatolischen Provinz Karaman aus dem 7. Jahrtausend vor Christus. Entstanden ist Triticum aestivum mit seinen sechs Chromosomensätzen AABBDD aus der Kreuzung von tetraploidem Emmer AABB (Triticum dicoccum) und diploidem Ziegengras DD (Aegilops tauschii). Insgesamt ist also der Weichweizen entstanden aus Triticum urartu, Aegilops speltoides und Aegilops tauschii.

## Genom
Das Genom des Weichweizens besteht aus 17 Milliarden Basenpaaren (17 Gigabasenpaare) und umfasst zwischen 94.000 und 96.000 Gene, die sich auf 6 Chromosomensätze verteilen. Im August 2018 berichtete das Magazin Science, dass das International Wheat Genome Sequencing Consortium das Genom des Weichweizens fast komplett entschlüsselt habe.

## Gewicht
Weichweizen hat ein Hektolitergewicht von 62–87, entsprechend 620–870 g/l oder kg/m³.

## Taxonomie und Systematik
Der Weichweizen wurde 1753 von Carl von Linné in Species Plantarum, Tomus 1, S. 85 als Triticum aestivum erstbeschrieben. Synonyme sind: Triticum cereale Schrank, Triticum segetale Salisbury.
Man kann folgende 6 Unterarten unterscheiden:
- Triticum aestivum L. subsp. aestivum (Syn.: Triticum hybernum L., Triticum sativum Lam., Triticum vulgare Vill.): Sie wird weltweit kultiviert.[8]
- Zwerg-Weizen (Triticum aestivum subsp. compactum (Host) Mackey): Er wird nur 80 bis 140 Zentimeter hoch; seine Halme sind dünnwandig und hohl; die Ähre ist (ohne Grannen) 4 bis 6 Zentimeter lang.[2] Er wird in Südeuropa, Nordafrika und in Asien kultiviert.[2][8]
- Triticum aestivum subsp. hadropyrum (Flaksb.) Tzvelev: Sie wird in der Türkei und im südlichen europäischen Russland kultiviert und wurde auf Fuerteventura eingeschleppt.[7]
- Triticum aestivum subsp. macha (Dekapr. & Menabde) Mac Key: Sie wird in Georgien kultiviert.[7]
- Dinkel (Triticum aestivum subsp. spelta (L.) Thell., Syn: Triticum spelta L.): Er wird hauptsächlich in Europa, Afrika und Asien kultiviert.[8]
- Triticum aestivum subsp. sphaerococcum (Percival) Mac Key: Sie wird vom Irak bis Bangladesch kultiviert.[8]
- Triticum aestivum subsp. vavilovii (Tuman.) Sears (Syn.: Triticum vavilovii (Tuman.) Jakubz.): Sie wird in der Türkei und im Kaukasusgebiet kultiviert.[7]

## Ökologie
Der Weichweizen gedeiht am besten auf sommerwarmen, mäßig trockenen, basen- und nährstoffreichen, tiefgründigen Lehm und Lößböden. Er ist eine Langtagspflanze und wurzelt über 1 Meter tief. Er wird von der Ebene bis in mittlere Gebirgslagen kultiviert; in den Alpen stellenweise bis 1500 Meter Meereshöhe. Das Minimum der Keimung liegt bei 3 bis 4 °C. Gegen Versalzung des Bodens ist der Weizen sehr empfindlich.
Die ökologischen Zeigerwerte nach Landolt et al. 2010 sind in der Schweiz: Feuchtezahl F = 2+ (frisch), Lichtzahl L = 4 (hell), Reaktionszahl R = 3 (schwach sauer bis neutral), Temperaturzahl T = 4 (kollin), Nährstoffzahl N = 4 (nährstoffreich), Kontinentalitätszahl K = 4 (subkontinental).

## Anbau und Nutzung
Weichweizen wird als Brotgetreide zur Herstellung von Backwaren, und zur Herstellung von Malz für Weizenbier verwendet. Beim Mahlen fällt als Nebenprodukt die Weizenkleie an, die als Kraftfutter in der Tiermast dient, aber auch als Lebensmittel verwendet wird.
Ein kleinerer Anteil des Weich- und Hartweizens wird industriell zur Stärkegewinnung genutzt. Andere Getreide haben hier eine größere Bedeutung, wie beispielsweise Mais, aus dem 80 Prozent der weltweit erzeugten Getreidestärke stammt, während Weizenstärke 9 Prozent ausmacht. Da Weichweizen mit etwa 70 Prozent einen höheren Stärkeanteil als Hartweizen mit 60 Prozent hat, eignet er sich besser für die industrielle Nutzung. Neben der Stärke- umfasst dies auch die Bioethanolproduktion.
In Deutschland wurden im Jahre 2007 mit 1,03 Millionen Tonnen rund fünf Prozent der Weizenproduktion zur Gewinnung von Stärke und Stärkederivaten eingesetzt.
Durch den zeitweiligen starken Preisanstieg der Jahre 2007/08 hatte die industrielle Nutzung des nachwachsenden Rohstoffs Weizen (zum Beispiel für Ethanol und Stärke) etwas abgenommen. Durch die nun wieder höhere Produktion und gesunkenen Preise wurde für 2008/09 ein Anstieg der weltweiten industriellen Nutzung des Weizens um sechs Prozent auf 18 Millionen Tonnen erwartet. Bei einer weltweiten Weizenerzeugung von etwa 690 Millionen Tonnen 2008 entspricht dies fast drei Prozent.

## Durchschnittliche Zusammensetzung
Die Zusammensetzung von Weichweizen schwankt naturgemäß, sowohl in Abhängigkeit von der Sorte, den Umweltbedingungen wie Boden und Klima, als auch von der Anbautechnik je nach Düngung und Pflanzenschutz.
Angaben je 100 Gramm essbarem Anteil:
| Bestandteile    |        |
| --------------- | ------ |
| Wasser          | 12,8 g |
| Eiweiß 1        | 10,9 g |
| Fett            | 1,8 g  |
| Kohlenhydrate 2 | 59,5 g |
| Ballaststoffe   | 13,3 g |
| Mineralstoffe   | 1,7 g  |

| Mineralstoffe |          |
| ------------- | -------- |
| Natrium       | 8 mg     |
| Kalium        | 380 mg   |
| Magnesium     | 95 mg    |
| Calcium       | 35 mg    |
| Mangan        | 3,1 mg   |
| Eisen         | 3,2 mg   |
| Kupfer        | 0,37 mg  |
| Zink          | 2,6 mg   |
| Phosphor      | 340 mg   |
| Selen 3       | 0,002 mg |

| Vitamine                 |         |
| ------------------------ | ------- |
| Retinol (Vit. A1)        | 3 µg    |
| Thiamin (Vit. B1)        | 460 µg  |
| Riboflavin (Vit. B2)     | 95 µg   |
| Nicotinsäure (Vit. B3)   | 5100 µg |
| Pantothensäure (Vit. B5) | 1200 µg |
| Vitamin B6               | 270 µg  |
| Folsäure                 | 85 µg   |
| Vitamin E                | 1400 µg |
| Vitamin C                | Spuren  |

| essentielle und semi-essentielle Aminosäuren |        |
| -------------------------------------------- | ------ |
| Arginin 4                                    | 620 mg |
| Histidin 4                                   | 280 mg |
| Isoleucin                                    | 540 mg |
| Leucin                                       | 920 mg |
| Lysin                                        | 380 mg |
| Methionin                                    | 220 mg |
| Phenylalanin                                 | 640 mg |
| Threonin                                     | 430 mg |
| Tryptophan                                   | 150 mg |
| Tyrosin                                      | 410 mg |
| Valin                                        | 620 mg |

Der physiologische Brennwert beträgt 1263 kJ (302 kcal) je 100 Gramm essbarem Anteil.
Zum Vergleich der Inhaltsstoffe von Weichweizen und Dinkel siehe Dinkel#Inhaltsstoffe

## Qualität
Bei Weichweizen für Backzwecke werden in Deutschland verschiedene Qualitätsstufen unterschieden. Wichtige Parameter sind die Volumenausbeute in dem standardisierten Backversuch Rapid-Mix-Test, der Proteingehalt, die Fallzahl und andere Qualitätsmerkmale. Die Einteilung des deutschen Bundessortenamtes umfasst die Stufen:
- E-Weizen (Eliteweizen)
- A-Weizen (Qualitätsweizen, auch Aufmischweizen genannt)[18]
- B-Weizen (Brotweizen)
- C-Weizen (sonstiger Weizen)